# Homosexualidad y taoísmo
Es difícil determinar una única posición de la homosexualidad en el taoísmo, ya que el término "taoísmo" se utiliza para describir varias tradiciones religiosas dispares, desde movimientos religiosos organizados como el Quanzhen a la religión tradicional china, e inicialmente una escuela de filosofía. La gran mayoría de creyentes viven en China y en las diferentes comunidades chinas de todo el mundo, así que la actitud que los taoístas tienen para con la homosexualidad a menudo refleja los valores y las normas sexuales de una más amplia sociedad china.
La tradición taoísta sostiene que los hombres necesitan la energía de las mujeres, y viceversa, para atraer el equilibrio, la plenitud y la transformación. Se pensaba que estas energías se obtienen mejor en relaciones heterosexuales. Normalmente se desaconseja la expresión apasionada de la homosexualidad porque se cree que no conduce a la plenitud humana. Lan Caihe, una de las deidades conocidas como los ocho inmortales, es de sexo desconocido, por lo que se cree que puede ser hermafrodita. 
El taoísmo destaca la relación entre el yin y el yang: dos fuerzas opuestas que mantienen la armonía a través del equilibrio. Por ello, se considerar que la heterosexualidad es la realización física y emocional del armonioso balance entre el yin y el yang.
De todas formas, se dice que las monjas taoístas intercambiaban poemas de amor durante la Dinastía Tang.